# Samuel Skierski

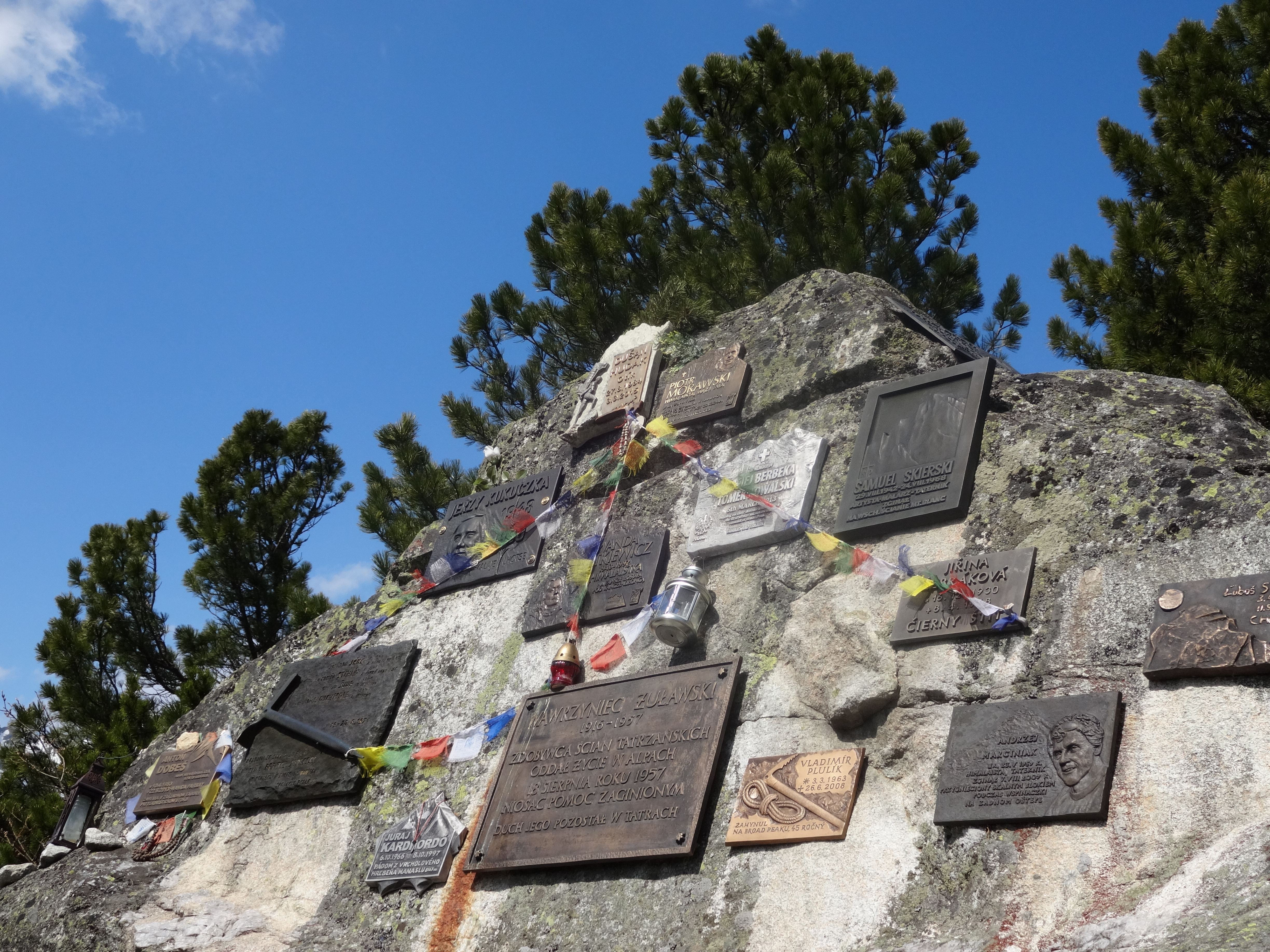
Tablice poświęcone osobom zmarłym
w górach na Tatrzańskim Cmentarzu Symbolicznym. Na pierwszym planie,
w górnym rzędzie – tablica poświęcona Samuelowi Skierskiemu

Samuel Skierski (ur. 28 czerwca 1942 w Warszawie, zm. 24 sierpnia 1968 pod Mont Blanc) – polski alpinista, rysownik i malarz.

## Życiorys
Samuel Skierski był studentem Wydziału Malarstwa Akademii Sztuk Pięknych w Warszawie w pracowni prof. A. Kobzdeja. Specjalizował się w grafice, rysunku i malarstwie. Wiele prac miało tematykę związaną z górami. Był przedstawicielem modnej wówczas tzw. nowej figuracji. ASP ukończył w 1968 r. z wyróżnieniem. Jeszcze przed ukończeniem studiów miała miejsce pierwsza wystawa jego prac (Łódź 1967). Kolejne wystawy (Warszawa, Zakopane, Łódź, Bielsko-Biała) miały miejsce już po jego śmierci.
Był autorem schematów ścian wspinaczkowych w polskim wydaniu książki Waltera Bonattiego Moje góry (1967).
Był również autorem opracowania graficznego książki 500 zagadek o Tatrach autorstwa Czesława Momatiuka (wyd. 1969).
W marcu 1968 roku zagrał główną rolę w filmie Odwrót (reż. Jerzy Surdel). Film został nagrodzony „Złotą Gencjaną” na festiwalu filmów górskich w Trydencie w 1969 roku oraz zdobył Grand Prix na festiwalu w Banff w 2004 roku.
Samuel Skierski rozpoczął wspinanie w 1956 roku w Tatrach, dokonując licznych przejść letnich i zimowych. Jego imieniem nazwane zostały warianty dróg na Mnichu i Granatach. Większość ciekawszych przejść ma dokumentację w „Taterniku”. W 1964 roku po raz pierwszy wyjechał w Alpy.
Zginął 24 sierpnia 1968 r. w lawinie seraków na wschodniej ścianie Mont Blanc, podczas pokonywania drogi Poire. Został pochowany na cmentarzu ewangelicko-reformowanym w Warszawie (kwatera E-4-7). Wraz z nim śmierć poniósł francuski alpinista Jacques Fourier.

## Osiągnięcia wspinaczkowe
Kilka nowych dróg i pierwszych przejść zimowych w Tatrach:
- Kocioł Kazalnicy – prawą częścią północno-wschodniego urwiska, 27-29 lipca 1964,
- Żabi Mnich – drogą Wilczkowskiego, 5-6 kwietnia 1965,
- Dziurawa Czuba – środkiem północno-wschodniej ściany, 15 kwietnia 1965,
- Skrajna Pusta Turnia – północno-zachodnim filarem, 3 września 1965,
- Pośredni Młynarz – północno-wschodnim filarem, 5 września 1965,
- Wielki Młynarz – północno-wschodnim filarem, 16 września 1965,
- Kazalnica – wariant prostujący drogę Momatiuka, 22-24 września 1965,
- Orla Ściana – drogą Popki, 29-31 grudnia 1965,
- Mała Śnieżna Turnia – I polskie przejście zimowe drogi Plška, 14 kwietnia 1966,
- Szpiglasowy Wierch – południowo-wschodnią ścianą drogą Skłodowskiego, 13 lutego 1968,
- Żabia Turnia Mięguszowiecka – prawą częścią północnej ściany, 23-24 kwietnia 1968.

Ciekawsze przejścia w Alpach:
- Wilder Kaiser – południowo-wschodni kant Christaturmu, 1964,
- Wilder Kaiser – wschodnia ściana Fleischbank drogą Dulfera, 1964,
- Wilder Kaiser – południowo-wschodnia ściana, 1966,
- Piz Badile – północna ściana – I polskie przejście drogi Cassina, 1966,
- Piz Roseg – północno-wschodnia ściana, 1966,